# Centrolene altitudinalis
Centrolene altitudinalis es una especie de anfibio anuro de la familia de las ranas de cristal (Centrolenidae). Es endémica de la cordillera de Mérida en el estado de Merida, Venezuela entre los 1900 y los 2400 metros de altitud. Es una rana arbórea y nocturna que habita junto a arroyos en zonas de bosque nublado primario. Pone alrededor de 20 huevos en hojas junto a los arroyos, y cuando eclosionan los renacuajos caen al agua donde se desarrollarán.
Se encuentra en peligro de extinción debido a la pérdida y fragmentación de los bosques en los que vive a causa de las actividades humanas.